# Pers-Jussy
Pers-Jussy é uma comuna francesa na região administrativa de Auvérnia-Ródano-Alpes, no departamento da Alta Saboia. Estende-se por uma área de 18.68 km². Em 2010 a comuna tinha 3 169 habitantes (densidade: 169,6 hab./km²).